# Шамс ад-Дин Мухаммад Курт I
Малик Шамс ад-Дин Мухаммад  — второй малик из династии Куртов. Он правил с 1245 года до своей смерти в 1278 году и за это время расширил власть Куртов.

## Биография
Шамс ад-Дин был сыном Рукн ад-Дина I Абу Бакра и принцессы Гуридов. Шамс ад-Дин сменил своего отца в 1245 году и быстро захватил Герат. Затем подчинился монголам, которые приняли его в качестве местного правителя. В следующем году Шамс решает присоединиться к монгольской армии под командованием Сали Нояна, который совершал набеги на приграничные районы Индии, и какое-то время малик Картидов оставался там.
Во время своего пребывания в Индии, он встретил суфийского святого Баха-уд-дина Закарию в Мултане в 1247-1248 годах. Позже он посетил недавно коронованного монгольского правителя Мункэ-хана в Монголии, который дал ему контроль над большей частью Хорасана и, возможно, землями вплоть до Инда. Низари Кухистани был низаритским исмаилитским куртизаном Шамс ад-Дина.
В 1263-1264 годах, после покорения Систана, он посетил Хулагу-хана, а через три года его преемника Абака-хана, которого сопровождал в его походе на Дербент и Баку. Он снова посетил Абака-хана в сопровождении визиря Шамс ад-Дина Джувейни в 1276-1277 годах. На этот раз хорошее отношение монгольского государя о нем, по-видимому, сменилось подозрением, что и привело к его смерти. По одной из версий, он был отравлен в январе 1278 года испорченным арбузом, подаренным ему, когда он принимал ванну в Тебризе. Абака-хан даже приказал похоронить его тело, обмотав цепями, в Джаме. Затем его престол наследовал Рукн ад-Дин II, его сын.

## Использованная литература
1. ↑  C.E. Bosworth, The New Islamic Dynasties, 263.